# Королевский театр (Мадрид)

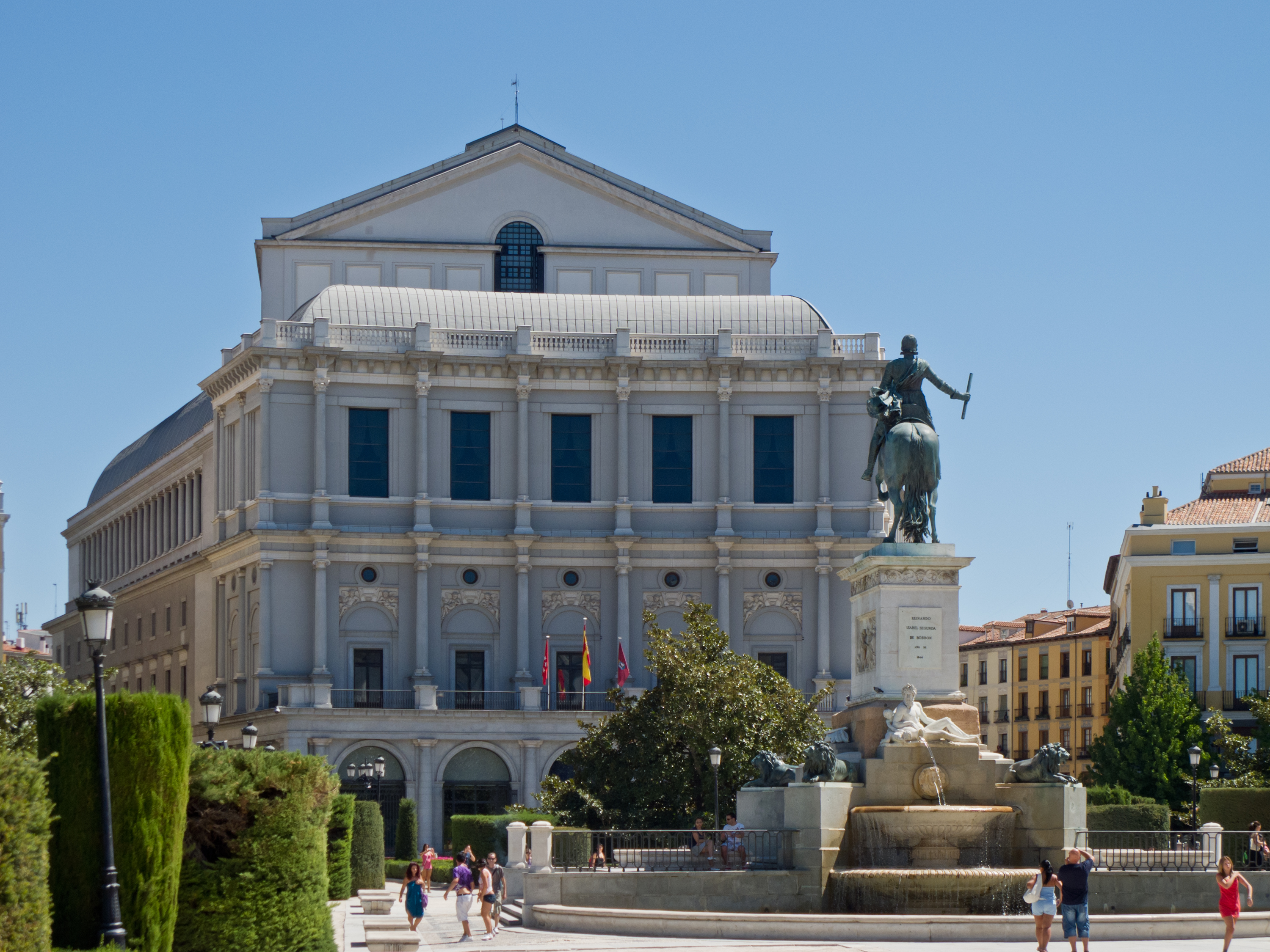
Здание Королевского театра

Короле́вский теа́тр (исп. Teatro Real) — главный оперный театр в Мадриде, столице Испании. Находится напротив королевского дворца.
Был построен в 1850 году по указу королевы Изабеллы II и открылся 19 ноября того же года оперой Доницетти «Фаворитка». В 1867 году в этом же здании разместилась Мадридская консерватория. В 1863 году представление своей оперы «Сила судьбы» в театре посетил Джузеппе Верди, в 1925 году на гастролях «Русского балета» присутствовали Нижинский и Стравинский. В том же году при строительстве метрополитена здание пришло в аварийное состояние, и театр был закрыт. Отремонтировали его лишь к 1966 году, но здание было переоборудовано в концертный зал, где выступали Национальный оркестр Испании и Симфонический оркестр Испанского радио и телевидения, в 1969 году здесь проходил песенный конкурс «Евровидение». Затем здание подверглось ещё одной реконструкции, и в 1997 году программой из балетов де Фальи и премьеры оперы современного композитора Гарсия Абриля Королевский театр вновь открылся как оперный.
В 1997—2001 годах его музыкальным руководителем был Луис Антонио Гарсиа Наварро, в 2003—2010 годах — Хесус Лопес Кобос.
Художественный руководитель (Director artistico) театра с 2013 года — Хуан Матабош (Joan Matabosch).